# آرثر دنكل
آرثر دنكل (26 أغسطس 1932 - 8 يونيو 2005) كان إداريًا سويسريًا (برتغالي المولد). شغل منصب المدير العام للاتفاقية العامة للتعريفات الجمركية والتجارة بين 1980 و1993. تلقى دنكل تعليمه في المعهد العالي للدراسات الدولية في جنيف. عمل أستاذا للتجارة الدولية في جامعة فريبورغ (سويسرا).
لعب آرثر دنكل دورًا نشطًا في مفاوضات جولة الأوروغواي لاتفاقية الجات. وكانت مساهمته في استكمال هذه المفاوضات بنجاح أمرًا حيويًا. عندما انقضت المفاوضات الموعد النهائي ولم يتم التوصل إلى اتفاق، أخذ زمام المبادرة بنفسه في تجميع «مسودة دنكل» في ديسمبر 1991. جمعت المسودة نتائج المفاوضات وقدمت حلاً محكمًا للقضايا التي فشل المفاوضون في الاتفاق عليها. على الرغم من استمرار الولايات المتحدة والهند في المساومة من أجل إجراء تغييرات على مشروع دنكل، إلا أنه تم إجراء تعديلات طفيفة فقط في مجال الزراعة. تم قبول مشروع دنكل وأصبح أساس منظمة التجارة العالمية.
| سبقه أوليفييه لونغ | مدير عام الاتفاقية العامة للتعريفات الجمركية والتجارة 1980-1993 | تبعه بيتر ساذرلاند |